# カシーネ
カシーネ (Cacine) はギニアビサウ中部の町。トンバリ州カシーネ区に位置し、カシーネ区の首府である。